# Durrës
Durrës (ógörögül: Δυρράχιον / Dürrakhion; olaszul: Durazzo; régi magyar neve: Duránc; szerbül: Драч / Drač; törökül: Dıraç, latinul: Dyrrachium) város Albánia középső partvidéki részén, az azonos nevű Durrës kerület székhelye. Római katolikus (Tirana-Durrësi római katolikus főegyházmegye) érseki és ortodox püspöki székhely. Az ország második legnépesebb városa, lakossága mintegy 124 200 fő (2006, becslés). Jelentős ipari központ, tengeri kikötő és üdülőhely.

## Fekvése
Durrës az Adriai-tenger parti síkján fekszik, szemben Olaszország két kikötővárosával, Brindisivel és Barival. Földrajzi környezete rendkívül alkalmassá tette a korai megtelepedésre: sziklapárkányos partvonala a tenger, a körülötte elterülő, s csak a 20. században lecsapolt mocsárvidék pedig a szárazföld felől tette könnyen védhetővé.

## Éghajlata
| Hónap                         | Jan. | Feb. | Már. | Ápr. | Máj. | Jún. | Júl. | Aug. | Szep. | Okt. | Nov. | Dec. | Év   |
| ----------------------------- | ---- | ---- | ---- | ---- | ---- | ---- | ---- | ---- | ----- | ---- | ---- | ---- | ---- |
| Átlagos max. hőmérséklet (°C) | 11,4 | 12,5 | 14,9 | 18,3 | 22,6 | 26,5 | 28,7 | 28,8 | 26,0  | 21,4 | 16,6 | 13,3 | 20,1 |
| Átlagos min. hőmérséklet (°C) | 4,8  | 5,6  | 6,9  | 9,7  | 13,6 | 17,2 | 19,0 | 19,0 | 16,5  | 13,0 | 9,5  | 6,5  | 11,8 |
| Átl. csapadékmennyiség (mm)   | 132  | 107  | 99   | 81   | 68   | 41   | 26   | 36   | 71    | 112  | 160  | 131  | 1064 |
| Forrás:                       |      |      |      |      |      |      |      |      |       |      |      |      |      |

## Története

### Ókor

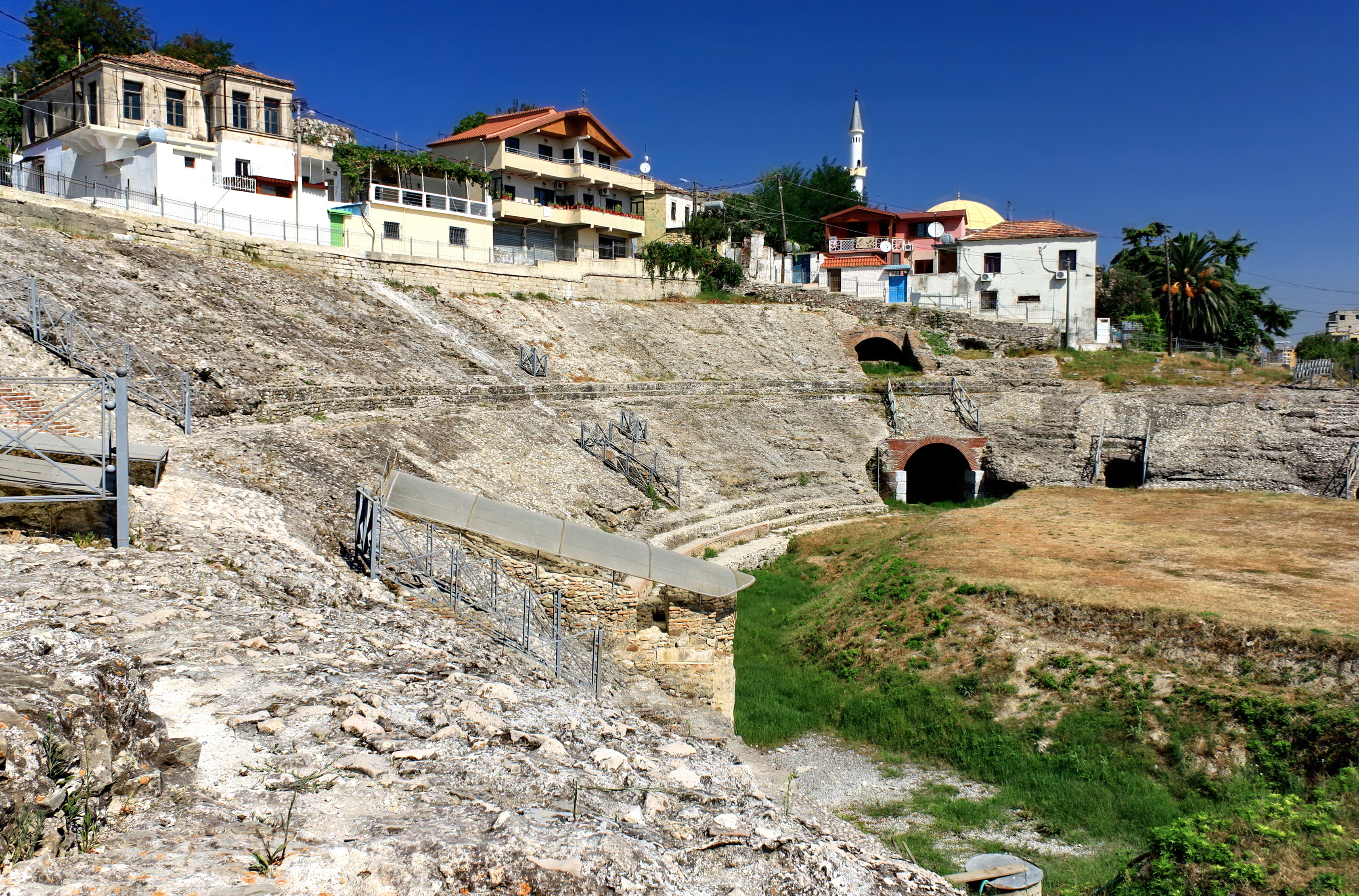
A durrësi amfiteátrum romjai

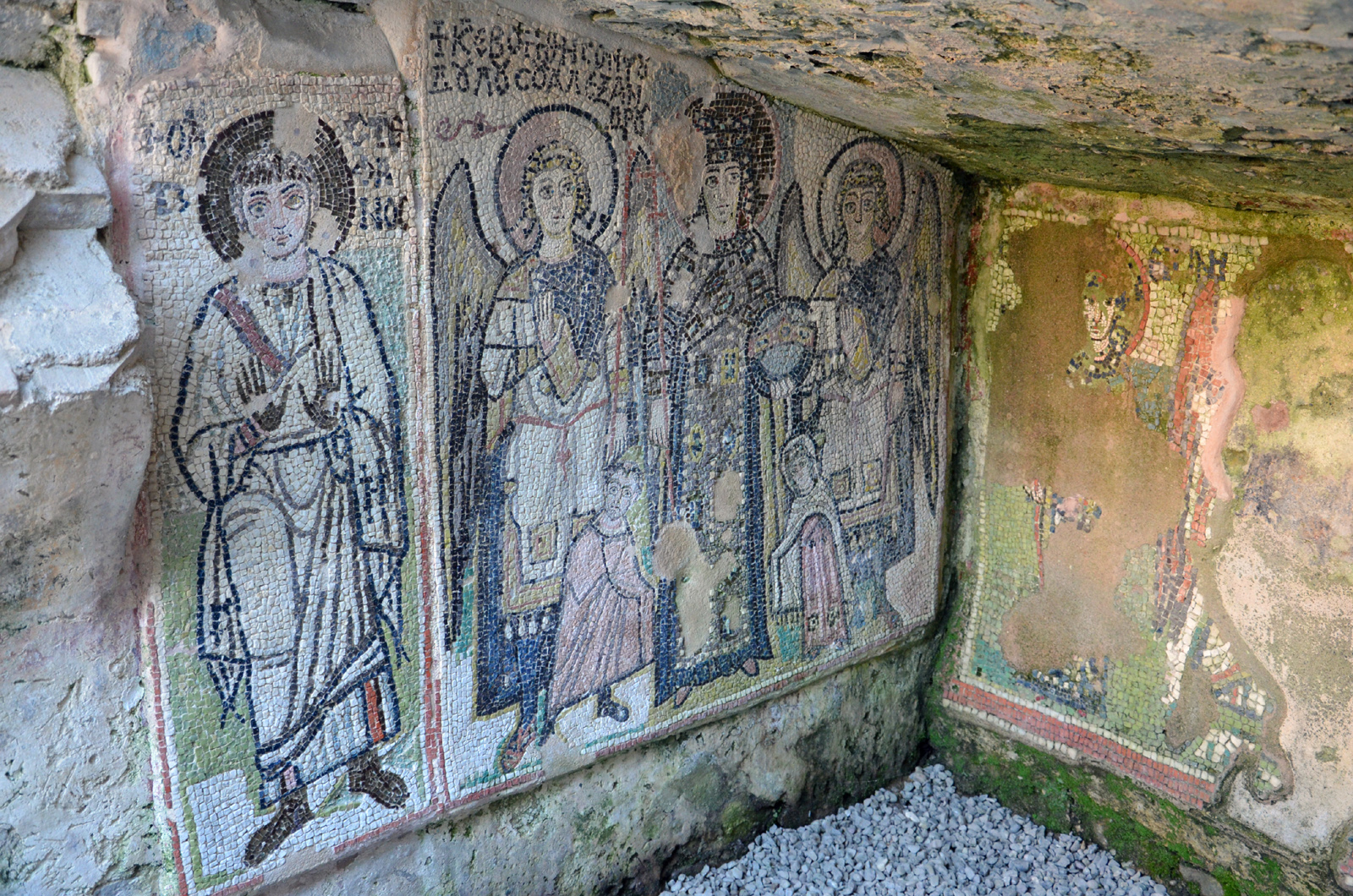
Az amfiteátrum kápolnájának mozaikja

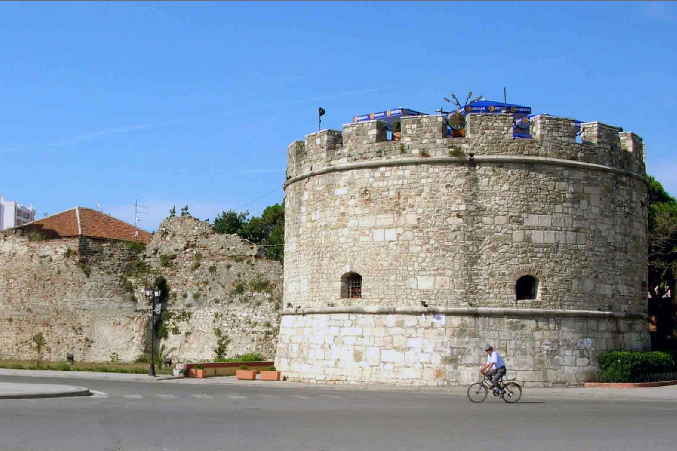
Várfal toronnyal a 15. századból, a Velencei Köztársaság korából

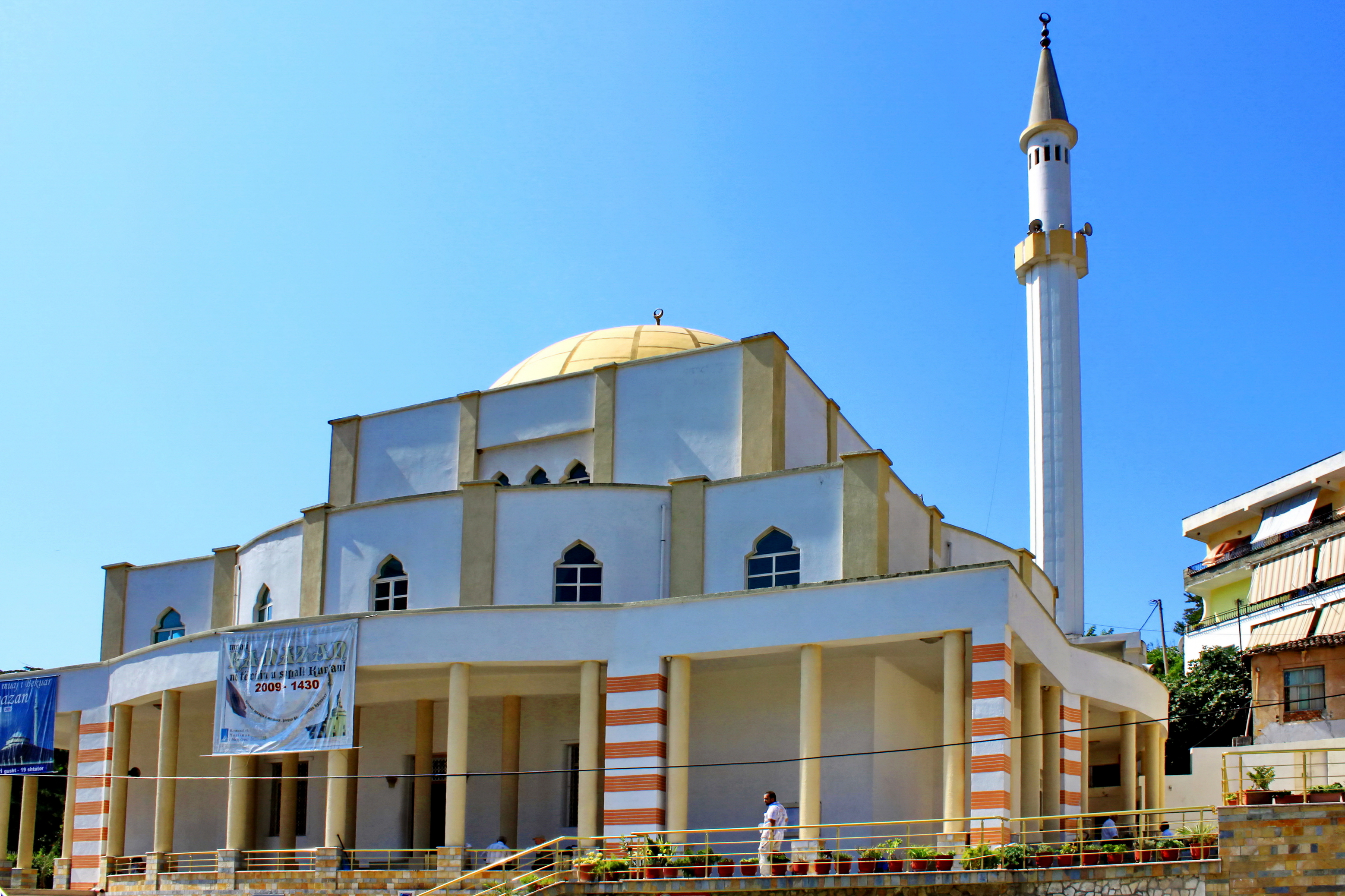
A Nagymecset

A várost Sztrabón tanúsága szerint Kr. e. 627-ben korinthoszi és kerkürai telepesek alapították Epidamnosz néven. Jól működő oligarchikus társadalmát Arisztotelész is haladó példaként említette Politikájában, mígnem a Korinthosz és Kerküra között Epidamnosz birtoklása körül Kr. e. 435-ben kialakult viszály polgárháborúhoz (epidamnoszi konfliktus), majd a peloponnészoszi háború kirobbanásához vezetett (Kr. e. 431). Kr. e. 312-ben Glaukiasz illír király vonta fennhatósága alá a várost, majd a rómaiakkal szemben elvesztett első római–illír háború következtében Kr. e. 228-ban a Római Birodalom részévé lett, s Dyrrachium néven fontos hadi és tengerészeti bázissá vált. Pompeius itt állította fel hadiszállását, s innen verte vissza riválisa, Caius Iulius Caesar támadását Kr. e. 48-ban.
A római uralom alatt Dyrrachium virágzott: innen indult keletre, Thesszaloniké és Konstantinápoly felé a Via Egnatia, egy másik jelentékeny út pedig a déli Buthrotum felé tartott. Augustus császár az actiumi csatát követően veterán légionáriusokat telepített le a városban. A kereszténység meglehetősen korán megjelent a városban: 58-ban alapították meg a dyrrachiumi püspökséget, amely 449-ben érseki rangra emelkedett.
A 4. századra az időközben civitas liberává nyilvánított Dyrrachium Epirus Nova római provincia fővárosa lett. Itt született 430 körül a későbbi bizánci császár, I. Anastasius. A Római Birodalom kettéosztását követően a város bizánci fennhatóság alá került Dürrakhion (Δυρράχιον) néven, de jelentőségét továbbra is őrizte: hídként kötötte össze a birodalmat Nyugat-Európával.
Még a 4. században végzetes erejű földrengés rázta meg a vidéket, a földdel téve egyenlővé a város védelmi rendszerét. Anastasius újjáépíttette és megerősíttette szülővárosa védőfalait. A 12 méter magas falaknak köszönhetően Dyrrachium a legvédettebb nyugat-balkáni erődítéssé vált. (A várfalak maradványai ma is megtekinthetőek.) Erre szükség is volt, hiszen a várost környező területre gyakran betörtek fosztogató barbár csapatok. 481-ben maga Nagy Teodorik osztrogót király ostromolta sikertelenül a várost, de Dyrrachium falai a későbbi bolgár betöréseknek is ellenálltak.

### Középkor és újkor
A bolgár állam uralkodója, Nagy Simeon a 10. század elején elfoglalta a várost (a mai Albánia területével együtt), de az évszázad közepén a bizánciak I. Pétertől visszahódították az elveszett területeket. A bolgárok nem sokáig hagyták válasz nélkül ezt a lépést, és Sámuel cársága alatt ismét visszahódították a várost, mely Dracs (Драч) néven 1018-ig a fennhatóságuk alatt állt.
Az I. Baszileiosz által újból visszaszerzett bizánci fennhatóság után 1082-ben I. (Komnénosz) Alexiosz elveszítette a város feletti bizánci uralmat, és az Robert Guiscard normann király és fia, Bohemund kezére került. Ez utóbbi halála után, 1107-től 1185-ig a város ismét a Bizánci Birodalom része volt, amikor II. Vilmos szicíliai normann király vette be Dürrakhiont. 1202-ben, a IV. keresztes hadjárat idején a Velencei Köztársaság, kevéssel később, 1268-ban pedig Manfréd szicíliai király, majd 1272-ben Anjou Károly kezére került Durazzo néven. Károly felvette a rex regni Albaniae („Albánia királyságának királya”) címet és megalakította a Durazzói Hercegséget. 1273-ban ismét földrengés pusztította a várost, de hamar újjáépíttette I. Károly unokája, Anjou János.
1333-ban az Akháj Fejedelemség annektálta Durazzót, majd 1336-ban a szerb cár, Dusán István vonult be a városba. 1355-ben bekövetkezett halála után előbb az albán nemzetségfő, Karl Topia, majd 1392-től ismét a velenceiek kezére került a vidék, akik Durazzo életét kormányzóikon keresztül igazgatták (lásd a durazzói kormányzókat itt). 1466-ban az erődítés még ellenállt II. Mehmed szultán ostromának, de 1501-ben, II. Bajazid uralkodása alatt végül oszmán kézre került. A hódoltság kori Durrës (török nevén Dıraç) lakosságának nagy része iszlamizálódott, rengeteg mecset épült, ám a törökök nem fektettek kellő hangsúlyt a város fejlesztésére, így a 19. század közepi tudósítások szerint talán ha 200 házban 1000 ember élhetett Dıraçban.

### Modern kor
Durrës aktív részt vállalt az 1878–1881 közötti albán nemzeti felszabadítási mozgalomban. Ismail Qemali 1912. november 26-án itt tűzte ki először az albán zászlót, útban a vlorai nemzetgyűlésbe, de 30-án a szerbek bevették a várost (lásd első Balkán-háború). 1913-ban egy nemzetközi diplomáciai kongresszuson Albániának ítélték Durrëst, annak ellenére, hogy a görögök is igényt tartottak Dél-Albániára (az ő szóhasználatukban Észak-Épeiroszra), a kikötővárost is beleértve. 1913. március 7-ével Durrës lett hivatalosan is Albánia fővárosa.
Az első világháború során előbb 1915-ben Olaszország, majd 1916-1918 között az Osztrák–Magyar Monarchia annektálta a várost, mígnem 1918-ban a szövetségesek felszabadították. A visszaállt függetlenséggel ismét Durrës lett az ideiglenes főváros, egészen 1920 márciusáig. I. Zogu uralkodása alatt jelentős olasz tőke érkezett Albániába, Durrës felvirágzott. Szükség is volt rá, mert az 1926-os földrengés ismét súlyos károkat okozott az épületekben, és az újjáépült Durrës ekkor nyerte el modern városi arculatát, 1927-ben pedig kikötőjét is modernizálták. Még a második világháború kirobbanása előtt, 1939. április 7-én partra szálltak az olasz csapatok Durrësben, és a második világégést először olasz (1939–1943), majd német megszállás (1944) alatt vészelte át a város. Nem károk nélkül azonban, hiszen a szövetségesek a háború utolsó éveiben gyakran vették szőnyegbombázás alá a várost.
A felszabadulás után Enver Hoxha újjáépíttette a várost, nehézipari létesítményeket telepített ide és kibővíttette a kikötőt. Innen, a kikötőtől indult az első albán vasútvonal 1947-ben. A rendszerváltás idején, 1990–1991-ben a durrësi kikötőből indultak veszélyes útjukra azon albánok tízezrei, akik a jobb élet reményében vállalták a tengeren való átkelés kockázatát, és lélekvesztőkre szállva célozták meg az olasz partokat. Csak 1991 augusztusában 20 ezer albán hajózott így Olaszországba. A piramisjáték okozta 1997-es válság erősen megrendítette Albánia gazdaságát, országszerte zavargások törtek ki. Olasz béketeremtő erők érkeztek többek között Durrësba is a rendet helyreállítani (egyes feltételezések szerint igazi céljuk az Olaszország felé tartó újabb menekültáradat megfékezése volt). Az 1999-es koszovói háború során a város közel 110 ezer menekültet fogadott be.

## Gazdasága
Kikötőjének köszönhetően Durrës manapság is fontos hídszerepet tölt be a Balkán-félsziget és Nyugat-Európa között. Ezen felül jelentős hajógyártása, élelmiszer-, bőr-, dohány- és vegyipara (műanyaggyártás). A környező terület gazdagon termő mezőgazdasági-bortermelő vidék, a tenger közelsége pedig a halászatnak kedvez.

## Látnivalók

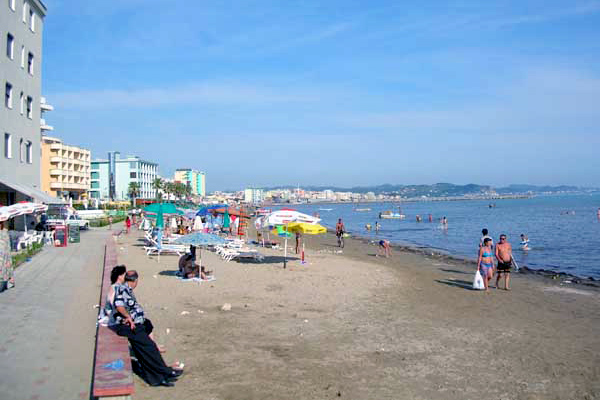
Durrës homokos tengerpartja

Durrës legnagyobb látványossága az i. sz. 2. századra datálható római kori amfiteátrum, amelyet a 20. században fedeztek fel teljesen véletlenül, kútásás közben. Az amfiteátrumot részben, a nézőtér alatti, díszes mozaikos kápolnát teljes egészében feltárták.
A város jelentősebb kulturális intézményei az Aleksander Moisiu Színház, az Estrada Színház, a Bábszínház, a Régészeti, valamint a Történeti Múzeum.
Ahogy Albánia más részein, itt is számtalan betonbunkerral találkozhat a turista. A város több kilométeren át húzódó fövenyes tengerparti strandja évente mintegy 600 ezer látogatót vonz ide, a tiranaiak egyik kiemelt üdülőhelye a mindössze 30 percnyi autózással elérhető Durrës.

## Testvérvárosok
- Isztambul, Törökország